# Prokuratien

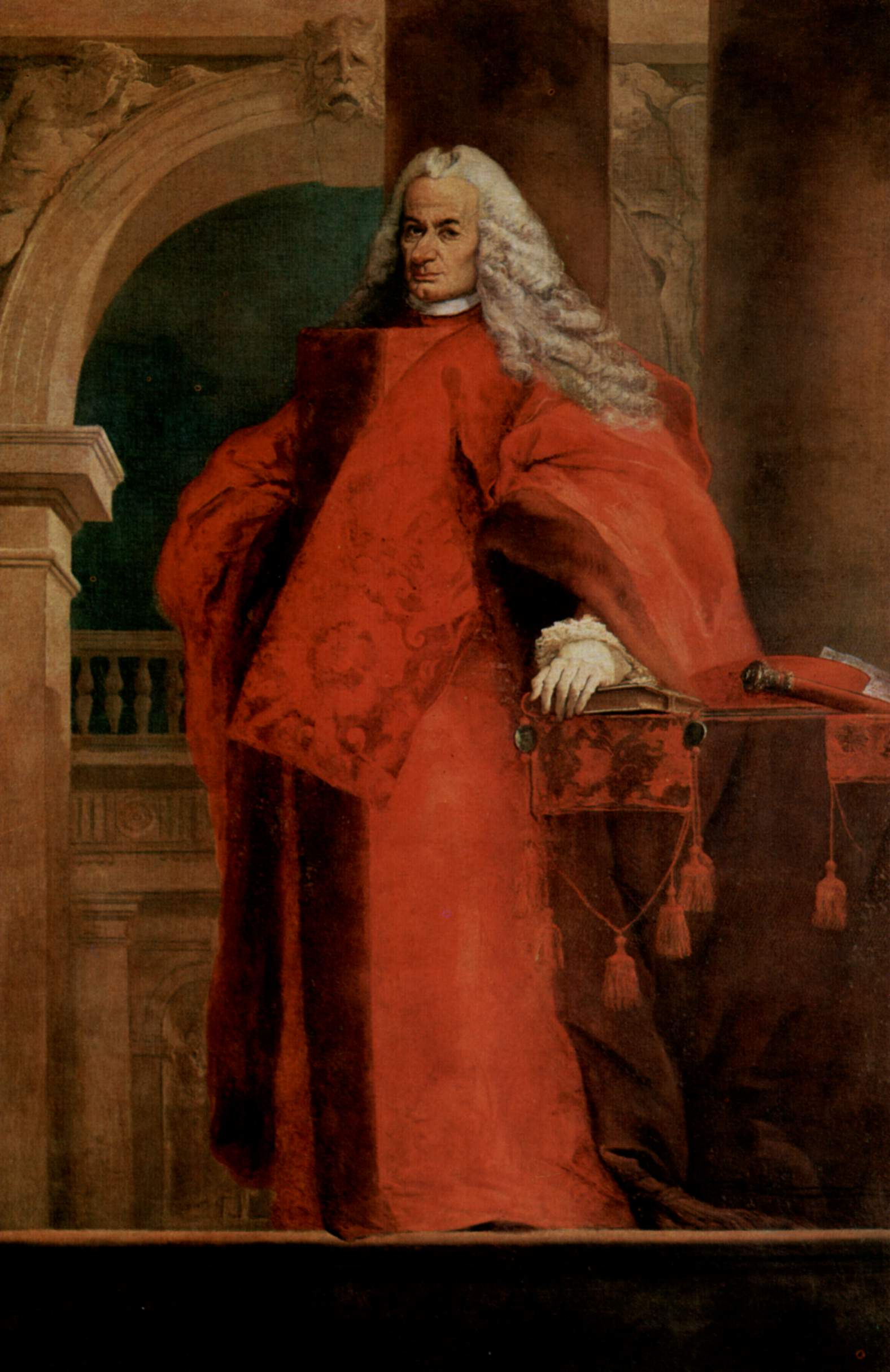
Tiepolo: Bildnis eines Prokurators

Prokuratien (italienisch Procuratie di San Marco) ist die Bezeichnung für die seit dem Mittelalter bestehende venezianische Baubehörde.
Das Amt der Prokuratoren von San Marco ist sehr alt. Es war zunächst nur zuständig für die Verwaltung und die Pflege der Dogenkapelle. In der Zeit vom 14. bis zum 16. Jahrhundert kamen jedoch immer neue Aufgaben dazu, so dass schließlich ein großer Teil der inneren Verwaltung und der politischen Exekutive von den Prokuratoren abgewickelt wurde.
Zuständig für den ursprünglichen Bereich, der San Marco und die Piazza betraf, waren die Procuratori di supra, für die Angelegenheiten diesseits und jenseits des Kanals die Procuratori di Citra und die Procuratori di Ultra.
Die Prokuratoren hatten das Vermögen von San Marco zu verwalten, sie waren tätig als Vollstrecker von Stiftungen, seit dem 14. Jahrhundert waren sie für Stadtplanung und für die Stadtverwaltung zuständig und sie gaben Bauaufträge zum Beispiel für Wohnungen für Pilger und Seeleute. Die Prokuratoren ernannten jeweils einen leitenden Architekten, den proto, für die Bauprojekte.
Da das Amt mit großem politischem Einfluss und Prestige verbunden war, war es sehr begehrt. Viele Dogen hatten vor ihrer Wahl ein Prokuratorenamt bekleidet.
In den Gebäuden waren sowohl die Amtsräume der Prokuratoren als auch Mietwohnungen untergebracht. Das Erdgeschoss enthielt Geschäfte, die den Prokuratoren Mieteinnahmen einbrachten.

## Die alten Prokuratien

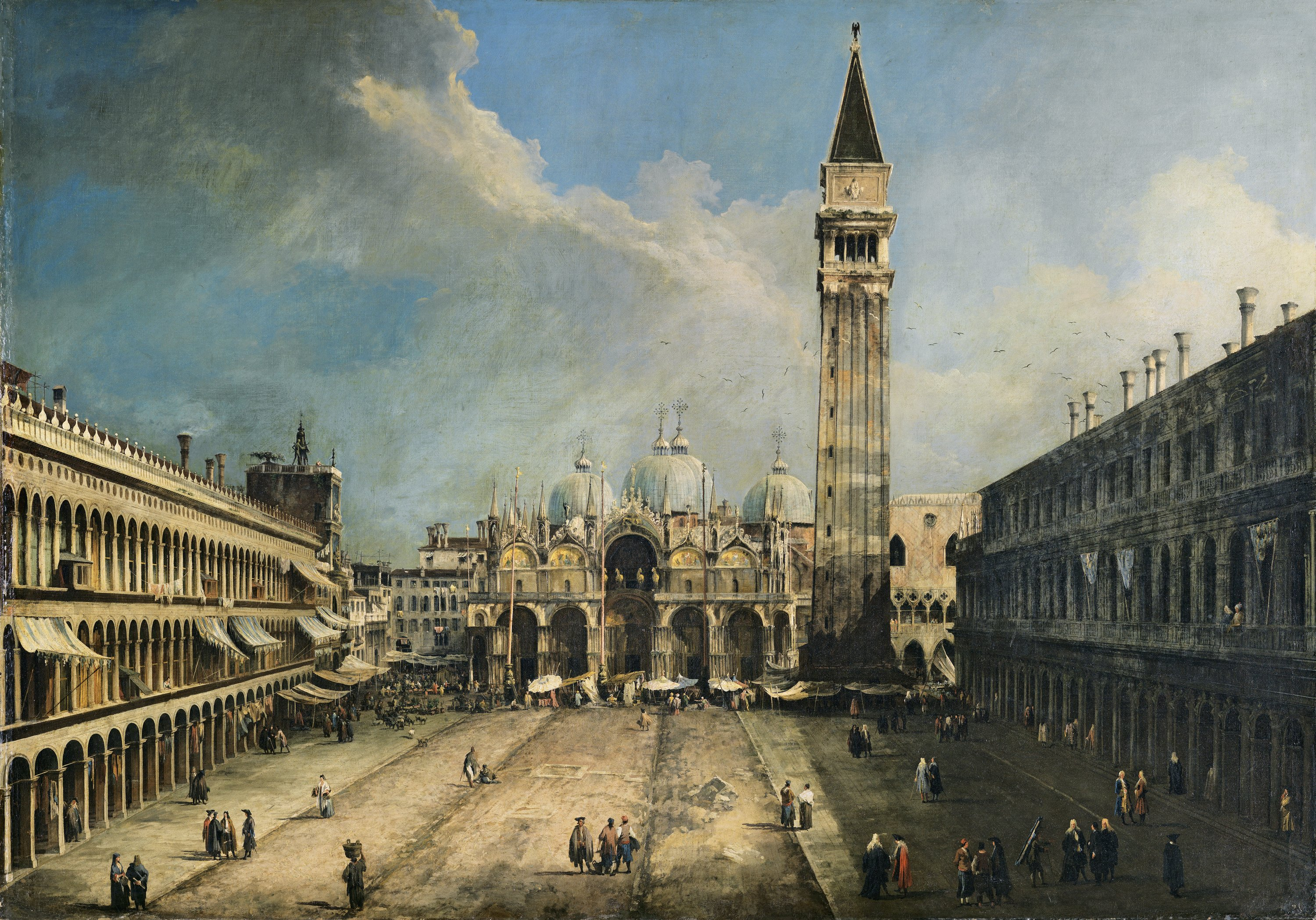
Canaletto: Piazza San Marco mit den Prokuratien, etwa 1723–24.

Sitz der Prokuratoren waren bis Mitte des 16. Jahrhunderts die Alten Prokuratien (Procuratie Vecchie) an der Nordseite des Markusplatzes. Das Gebäude wurde unter dem Dogen Sebastiano Ziani um 1172 begonnen, um 1204 für seine Funktion als Verwaltungsgebäude umgebaut und blieb in dieser Form bis zum 15. Jahrhundert erhalten. Es wurde ab 1512 unter den Baumeistern Bartolomeo Buon und Guglielmo Grigi umgebaut und unter Jacopo Sansovino, der ab 1529 proto war, vollendet. Die Alten Prokuratien wurden nach dem Brand von 1540 dreigeschossig wieder aufgebaut. Trotz der Formensprache der Renaissance reproduziert aber das Gesamtbild das Erscheinungsbild des Vorgängerbaus.
Sansovino schloss die Prokuratien mit einem Westflügel an die Kirche San Geminiano, für die er die Fassade entwarf. Diese Kirche ist unter Napoleon abgerissen worden.
Der Bau hat drei Stockwerke, von denen die beiden unteren durch Pfeilerarkaden und Säulenarkaden gegliedert sind. Die einzelnen Stockwerke sind durch breite Friese voneinander abgesetzt.

## Die neuen Prokuratien

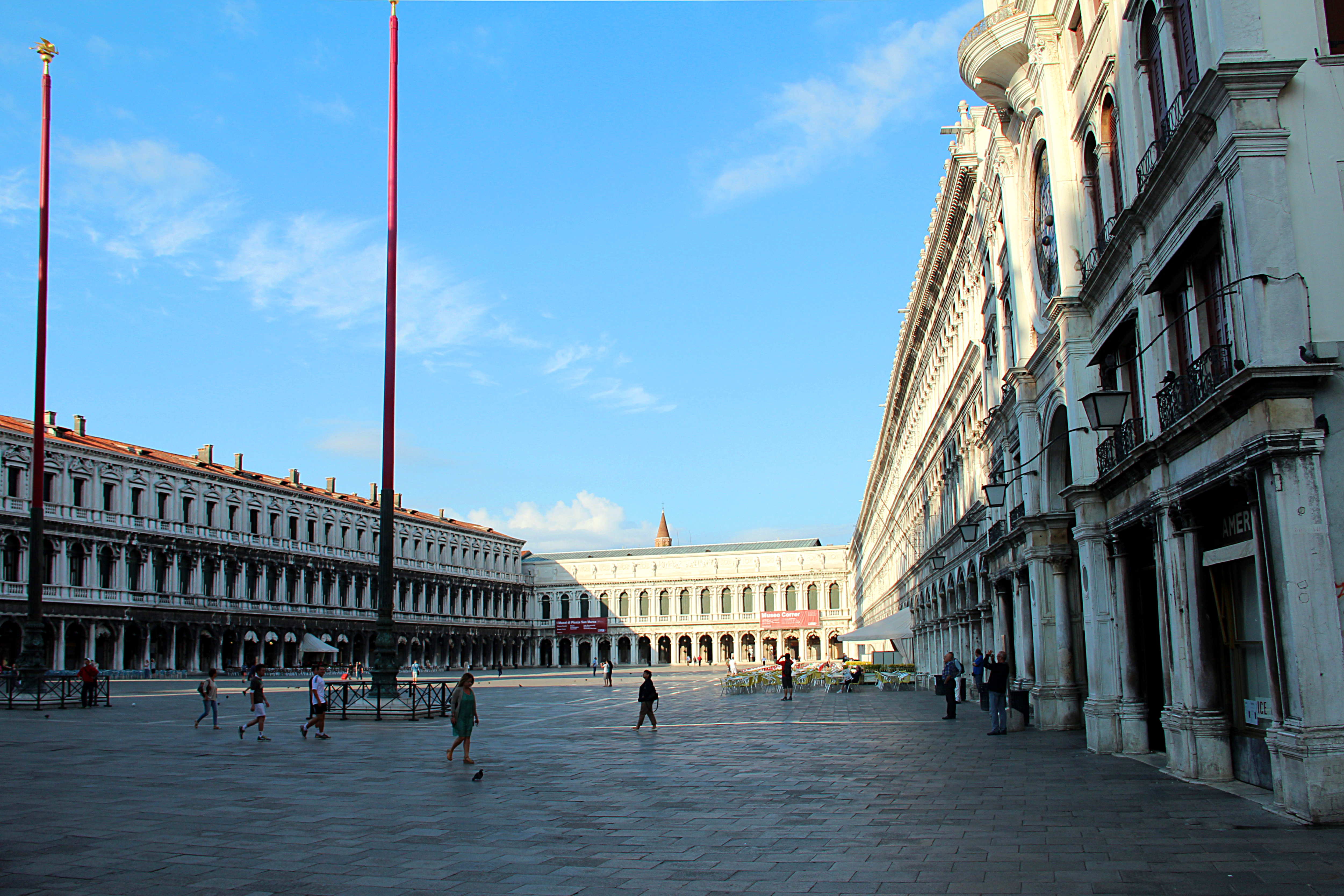
Alte (rechts) und Neue Prokuratien (links), Ala Napoleonica in der Mitte, gesehen vom Campanile di San Marco

Die den alten Prokuratien gegenüberliegenden neuen Prokuratien (Procuratie Nuove) wurden unter der Leitung von Vincenzo Scamozzi begonnen und um 1640 unter Baldassare Longhena vollendet. Architektonisches Vorbild für die Fassade ist die von Sansovino an der Piazzetta erbaute Bibliothek, die Libreria Vecchia bzw. Libreria di San Marco.
Die neuen Prokuratien wurden nach der Eroberung Venedigs durch Napoleon als dessen Wohnräume eingerichtet. 1810 wurde unter dem Architekten Giuseppe Soli der Verbindungsflügel errichtet, die sogenannte Ala Novissima oder Ala Napoleonica, als Ersatz für den abgerissenen Sansovino-Bau und die Kirche San Geminiano.

## Restaurierung
Im Jahr 2017 hat der Versicherungskonzern Assicurazioni Generali als Sponsor dem Mailänder Architekturbüro von David Chipperfield den Auftrag erteilt, ein Projekt zur Sanierung und Restaurierung der Alten Prokuratien zu entwickeln, das im Januar 2019 die Erlaubnis der Denkmalbehörde (Soprintendenza Archeologica, Belle Arti e Paesaggio per il Comune di Venezia e Laguna) erhielt. Die Gemeinde Venedig erteilte am 10. Juni 2019 die Baugenehmigung.
Erstmals soll ein großer Teil der Alten Prokuratien als Ausstellungsraum für die Öffentlichkeit zugänglich gemacht werden. Sie werden Sitz der gemeinnützigen Stiftung der Generali „The Human Safety Net“. Bestandteile des Projekts sind die Verbesserung der internen Verbindungswege im Gebäude, Aufzüge, behindertengerechte Zugänge, die Sanierung insbesondere des schadhaften dritten Stockwerks und die technische Modernisierung (unter anderem Brandschutzanlagen). Es schließt sich an die seit 2009 im Gang befindliche Sanierung und Restaurierung der Fassaden durch die Architektin Gretchen Alexander Harnischfeger an, die amerikanische Ehefrau des italienischen Waffenherstellers Pietro Gussalli Beretta.
Zum Restaurierungsprogramm gehört auch die Wiederherstellung der heruntergekommenen Giardini Reali. Dieser Garten, 1806 von Napoleon zwischen den Neuen Prokuratien, die er zu seiner Wohnung machte, und dem Becken von San Marco angelegt, ist im Besitz des italienischen Staates. 2014 hat der Staat die Giardini für 19 Jahre an die gemeinnützige Venice Gardens Foundation verpachtet, die ihn mit Unterstützung der Generali saniert. Der beauftragte Architekt ist Paolo Pejrone.